# Walter Reyno
Walter Reyno (Montevideo, 1935-Montevideo, 3 de diciembre de 2014) fue un primer actor y director de teatro uruguayo, ampliamente considerado uno de los mejores de su país. 
Participó en numerosas obras de teatro, entre ellas, El herrero y la muerte, todo un símbolo de resistencia durante la etapa final de la dictadura uruguaya. Además, trabajó en más de veinte películas, entre las que destacan El lugar del humo (1979), Viento del Uruguay (1989), Patrón (1994), 25 Watts (2001), El ojo en la nuca (2001), Alma mater (2005), El aura (2005) y El rincón de Darwin (2013). 
De enorme histrionismo, ganó numerosos premios, entre ellos, tres Premio Florencio, un Premio Iris, un Premio Alberto Candeau y fue condecorado con la Medalla Delmira Agustini por su aporte a la cultura nacional.

## Biografía
Walter Reyno nació en Montevideo en 1935. Estudió actuación en la Escuela Municipal de Arte Dramático y empezó a participar en teatro en 1956, trabajando mayormente en el Teatro Circular de Montevideo. En teatro protagonizó más de noventa espectáculos, siendo galardonado por el Círculo de la Crítica con el Premio Florencio como mejor actor en tres ocasiones, por su actuación en las obras Arlecchino de Carlo Goldoni, El coronel no tiene quien le escriba y Aeroplanos de Carlos Gorostiza.Además ganó el premio al mejor actor en el Festival Iberoamericano de Teatro de Cádiz en 1995.
En 1981, protagonizó junto a Rosita Baffico la obra El herrero y la muerte, de Mercedes Rein y Jorge Curi, bajo la dirección de este último. La obra trataba una leyenda criolla sobre las picardías de un hombre que desafía al diablo, a Dios y a la muerte y en plena dictadura militar cobró un significado especial. Fue un éxito de público y permaneció en cartel durante seis años. 
Reyno también trabajó mucho en cine, en películas como El lugar del humo (1979), Viento del Uruguay (1989), Patrón (1994), 25 Watts (2001), El ojo en la nuca (2001) y El aura (2005), Matar a todos (2007), Cruz del Sur (2012) y El rincón de Darwin (2013). 
En 2014, fue condecorado con la Medalla Delmira Agustini por aporte a la cultura nacional.
Falleció en la mañana del 3 de diciembre de 2014, a los 79 años, tras padecer problemas respiratorios.

## Filmografía
- Dormir al sol (2012)
- Cruz del Sur (2011) ... Walter
- El pájaro de Comala (cortometraje, 2008) ... Actor
- La cáscara (2007) ... Manuel
- Matar a todos (2007) ... General Gudari
- El cojonudo (cortometraje, 2005) ... Don Dogomar
- El aura (2005) ... Montero
- Alma mater (2004) ... Hombre del sombrero
- La espera (2002) ... Modesto
- El ojo en la nuca (cortometraje, 2001) ... General Díaz
- 25 Watts (2001) ... Don Héctor, jefe de Javi
- Esperando al Mesías (2000) ... Gerente
- Mi querido hereje (1999)
- Un crisantemo estalla en cinco esquinas (1998) ... El Zancudo
- Otario (1997)
- Patrón (1995)
- Viento del Uruguay (1989)
- El lugar del humo (1979)

## Premios y honores
A nivel nacional ha obtenido los siguientes premios:
Florencio al mejor actor del año otorgado por el Círculo de la Crítica en: 
- Arlecchino de Carlo Goldoni.[3]
- El coronel no tiene quien le escriba de Gabriel García Márquez.[3]
- Aeroplanos de Carlos Gorostiza.[3]
- Premio Iris en 1995.[2]
- Premio Alberto Candeau (Sociedad Uruguaya de Actores) en 2012.[2]
- Medalla Delmira Agustini (Ministerio de Educación y Cultura, en 2014), por aporte a la cultura nacional.[2]

En el plano internacional obtuvo:
- Premio al mejor actor del Festival Iberoamericano de Teatro de Cádiz (España) en 1995 (ex aequo).[7]
- Distinción a la mejor trayectoria en el Festival de Almagro (España) en 2011.[2]

## Teatro
En teatro ha participado en más de noventa montajes del repertorio universal, entre los que se destacan:
- La otra madre, de Máximo Gorki.
- Los fracasados, de Lenormand.
- El amante, de Harold Pinter.
- Yenusia, de René de Obaldia.
- El Rumor, de Boris Vian.
- Eran diez indiecitos, de Agatha Christie.
- Arlecchino, de Carlo Goldoni.
- El ojo público y El oído privado, de Peter Shaffer.
- Rapid Hotel, de Breffort.
- Te hablo de Jerusalén, de Arnold Wesker.
- Lorenzaccio, de Alfred de Musset.
- Las Violetas, de George  Shehadé.
- Divinas palabras, de Valle-Inclán.
- Tirano Banderas, de Valle-Inclán.
- El jardín de los cerezos, de Antón Chéjov.
- El coronel no tiene quien le escriba, de Gabriel García Márquez.
- Quiroga, de Víctor Manuel Leites.
- Medida por medida, de William Shakespeare.
- Esperando la carroza, de Jacobo Langsner.
- Las tres hermanas, de Antón Chéjov.
- Comediantes, de Curi-Rein.
- El herrero y la muerte (inspirado en un capítulo de Don Segundo Sombra, de Ricardo Güiraldes), de Jorge Curi[8]
- Decir adiós, de Alberto Paredes.
- Frutos, de Carlos Maggi.
- Don Juan, de Molière.
- Ángeles en América, de Tony Kushner.
- Pasado amor, de Víctor Manuel Leites.
- Juan Moreira, de Pais y Méndez.
- Aeroplanos, de Carlos Gorostiza.
- El patio de atrás, de Carlos Gorostiza.
- La Valija, de Julio Mauricio.
- El amateur, de Mauricio Dayub.
- Che madam, de Carlos Pais.
- Cabaret electoral, de Horacio Buscaglia.
- Toque de queda, de Carlos Gorostiza.
- Onetti en el espejo, de M.ª Esther Gilio.
- Las apariencias engañan, de Thomas Bernhard.
- Los guapos, de Julio César Castro.
- Cuestión de principios, de Roberto Cossa.
- Los días de la Comuna de París

## Festivales
Ha representado a Uruguay en festivales internacionales de teatro de Caracas (Venezuela); Guatemala; Costa Rica; Panamá; Bogotá, Manizales y Pereira (Colombia); Cádiz, Madrid, Santiago de Compostela, León, Cuenca y Agüimes (España); París (Francia); Festival Don Quijote (UNESCO); Brasilia, Porto Alegre y Recife (Brasil); Puerto Montt y Antofagasta (Chile); República Dominicana; Almada (Portugal); Asunción (Paraguay); Miami (Estados Unidos); La Habana (Cuba); y Puerto Rico.